# ヴェルナウ (ネッカー)
ヴェルナウ (ドイツ語: Wernau, ドイツ語発音: [ˈvɛrna͜u]) は、ドイツ連邦共和国バーデン＝ヴュルテンベルク州シュトゥットガルト行政管区のエスリンゲン郡に属す市である。この街はシュトゥットガルト地方（1992年まではミッテレラー・ネッカー地方）およびシュトゥットガルト大都市圏に属す。

## 地理

### 位置
ヴェルナウは、プロヒンゲンの南、ネッカー川右岸に位置している。シュトゥットガルトの東約25 kmに位置している。市内でボーデンバッハ川がネッカー川に合流する。早くも1818年により深い人工の河床が設けられ、自然の川筋ではなくなった。その後ネッカー川の古い川筋の埋め立てが1820年に始まり、多くの段階に分けて実施された。当初はネッカー川上流で行われていた川砂利の採取は、1939年にはすでに現在の浚渫湖（グローサー・ゼーとクライナー・ゼー）にまで達した。ヴェルナウの浚渫湖は1981年に自然保護区（ヴェルナウアー・バッガーゼーエン自然保護区）に指定された。現在のその地区の広さは 45 ヘクタールである。市内にあるもう1つの保護区が、広さ5.5ヘクタールのヴェルナウアー・レームグルーベ自然保護区である。
南東部、ヴェルナウとキルヒハイム・ウンター・テックとの間に小集落フライタークスホーフがあり、ヴェルナウに属している。

### 隣接する市町村
本市は、北西はダイツィザウ、北はプロヒンゲン、東はホーホドルフ、南東はノッツィンゲン、南はキルヒハイム・ウンター・テック、南西はヴェンドリンゲン・アム・ネッカー、西はケンゲンと境を接している。以上の市町村はいずれもエスリンゲン郡に属す。

### 土地利用
2020年現在の本市の用途別土地面積および占有率は以下の通りである。
| 用途         | 面積 (ha) | 占有率 (%) |
| ------------ | --------- | ---------- |
| 住宅用地     | 109       | 10.0       |
| 商工業用地   | 45        | 4.1        |
| レジャー用地 | 41        | 3.7        |
| 交通用地     | 111       | 10.2       |
| 農業用地     | 446       | 41.0       |
| 森林         | 239       | 21.9       |
| 水域         | 33        | 3.0        |
| その他       | 65        | 6.0        |
| 合計         | 1089      | 100.0      |

## 歴史
ヴェルナウは、1938年にプファウハウゼンとシュタインバッハとが合併して成立した。両者は1384年と1681年にも統合されたが、いずれも短期間で再び分離されていた。1924年にオーバーアムト・エスリンゲンは隣接するこの2つの町を合併しようとした。この試みは両町の猛烈な抵抗を受けて挫折した。両町の町議会は1936年6月23日に統合を決議した。しかしこの合意は紙の上だけであったようで、プファウハウゼンは1936年6月29日に郡の指導部宛に以下の手紙を書いている:「合併に関して（中略）プファウハウゼン側から言うことはない」。1937年2月に両町の住民が意見を述べた。同日、両町はヴュルテンベルクの国家代理官ヴィルヘルム・ムルに合併を申し入れた。合併は1938年4月に実行された。

### 合併まで

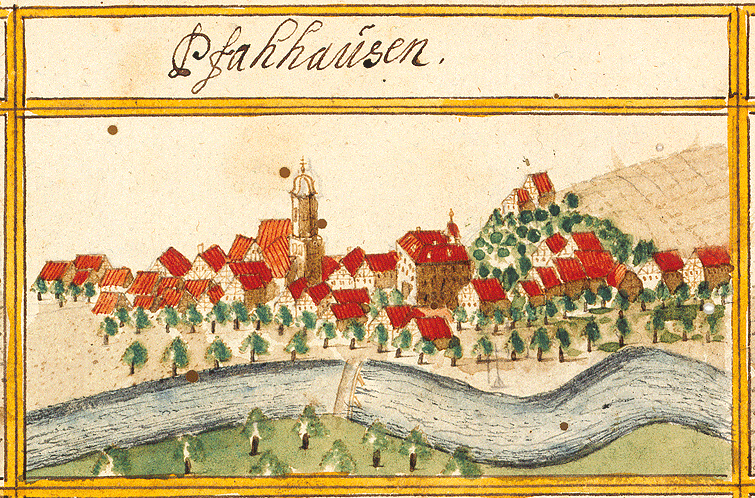
アンドレアス・キーザーが描いた1683年のプファウハウゼン

#### プファウハウゼン
プファウハウゼンは、1274年に初めて文献に記録されている。ホーホシュリッツと呼ばれるハウゼン領主家（この名はプファウハウゼンに由来する可能性が高い）が14世紀までこの村を支配していた。その後ホーホシュリッツと親族関係にある他の貴族家がプファウハウゼンに干渉し、このため中世後期の領主関係は非常に錯綜したものとなった。その後、やはりホーホシュリッツと親族関係にあったヴェルナウ家が所領を買い集め、村の1/3を所有した。1474年にヴュルテンベルクはヴェルナウ領主家に独自の下級裁判所の設立を許可した。その見返りとしてヴュルテンベルクは徴税権を獲得した。流血裁判権は、帝国レーエンとして1621年に村の領主に与えられた。1693年、フランス軍が城館を含めこの村全域を焼き払った。ヴェルナウ家が断絶した後、1696年にプファウハウゼンは、婚姻関係によりノイハウゼンのローテンハン家の所有となってフォルダーエスターライヒに属し、1769年までその状態が続いた。1802年にシュパイヤーの司教領主で枢機卿のフランツ・クリストフ・フォン・フッテン・ツーム・シュトルツェンベルクがプファウハウゼンを購入した。これによりこの村はシュパイヤー司教領に属し、カトリックの村となった。プファウハウゼンはネッカー＝シュヴァルツヴァルト騎士カントンに組み込まれた。領主権は、1802年にバーデン、1806年にヴュルテンベルクのものになった。ヴュルテンベルクに移った後、この村はまずオーバーアムト・ケンゲンに編入され、1808年までにオーバーアムト・エスリンゲンに移管された。1830年から1845年までの間にプファウハウゼンは、賦役、地代、十分の一税、その他の税を廃止した。

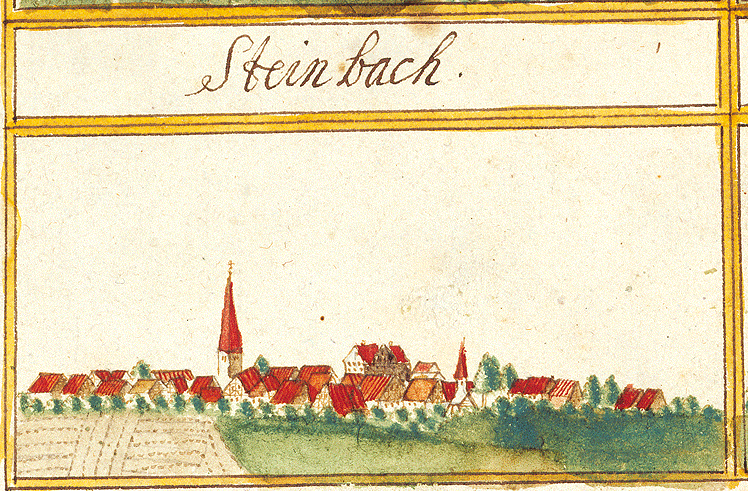
アンドレアス・キーザーが描いた1683年のシュタインバッハ

#### シュタインバッハ
シュタインバッハは1275年に初めて文献に記録されている。領主権は元々テック公とその廷臣が有していた。公は1299年に領主権をザレム修道院に売却した。ザレム修道院はこの領主権を1335年にロイス・フォン・ロイセンシュタインに売却した。その結果、ヴェルナウ家が村の所領を統合してシュペート・フォン・ズルツブルクに売却するまで領主権の帰属は何度も替わった。その後ラウベンベルク家（1540年頃）、フライベルク＝アイゼンベルク家（1608年）、ブーベンホーフェン家（1653年）と受け継がれ、最終的に再びヴェルナウ家が領主権を保有した（1666年）。その少し後（1687年）に領主権はリーベンシュタイン家に移り、そこからパルム家に渡った。自治体としての構造に関する最初の記述は1567年の裁判で初めて言及されている。1772年から1780年まで自治体と領主との間で激しい紛争があり、公然とした反乱にまで至ったが最終的には制圧された。対仏大同盟の時代には、シュタインバッハはフランス軍進撃の際に略奪された。シュタインバッハは1805年にヴュルテンベルク領となった。1805年までシュタインバッハはコッハー騎士カントンに属していたが、ヴュルテンベルクに併合された後まずオーバーアムト・ケンゲンに編入され、1808年にオーバーアムト・エスリンゲンに移管された。シュタインバッハは1817年にヴュルテンベルク王ヴィルヘルム1世から農奴制の廃止を勝ち取った。さらにいくつかの税について、一時的に支払いが免除された。1848年の十分の一税廃止法によって、シュタインバッハでは1854年までにすべての負担を清算することができた。宗教改革の時代にシュペート・フォン・ズルツブルクが支配していたため、シュタインバッハもカトリックの信仰に留まった。

### 国家社会主義の時代
ナチ時代のヴュルテンベルクの郡再編により、新しい自治体ヴェルナウは、この街が設立された1938年からエスリンゲン郡に属した。ナチによる権力掌握後の1933年3月の選挙で、シュタインバッハにおける NSDAP の得票率は 25.8 %、プファウハウゼンでは 14.2 % であった。プファウハウゼンの共産主義者1人がナチ時代の初めにホイベルク強制収容所に送致された。さらに2人が共産主義的立場のために数日間投獄された。シュタインバッハでも同じく1933年に3人が逮捕された。カトリック系組織も強制的同一化の影響を受けた。1934年にプファウハウゼンのユングメナーブント（直訳: 男子青年連合）とユングメドヒェンフェライン（直訳: 女子青年協会）が廃止された。シュタインバッハではユングフラウフェライン（若い未婚女子の協会）が活動を停止しなければならなかった。これに替わってプファウハウゼンでは1933年、シュタインバッハでは1934年にカトリック婦人連合が設立された。
1933年に新たに選出されたシュタインバッハの町議会には、NSDAP党員が3人、中央党員が5人いた。NSDAPの議員は、中央党員の議員に対して、党を離党しNSDAPの客員議員となるよう強く勧告した。1933年5月1日に、シュタインバッハのケーレンベルクにアドルフ＝ヒトラー＝リンデ（アドルフ・ヒトラーのセイヨウボダイジュ）が植樹された。1938年の道路の名称変更により、キルヒハイマー通りがアドルフ＝ヒトラー通りに、駅前広場が SA広場（突撃隊広場）に改称され、ある通りはヒトラーの栄誉を称えてその出身地であるブラウナウの名を冠した。また、プロヒンガー通りもヒンデンブルク通りと改名された。カトリックの司祭エルンスト・ホーフマンは、NSDAPに対する批判的な発言のために1940年にゲシュタポによって短期間拘束され、ヴェルナウでの滞在禁止を命じられた。少なくとも4人が遺伝病予防法により強制的に断種された。T4作戦の犠牲者に関してその人数は分かっていない。グラーフェネックの台帳には1940年に殺害されたプファウハウゼン出身の女性の名前が記されている。約200人のフランス人、100人のイタリア人、30人のポーランド人の戦争捕虜および約200人のソヴィエト人強制労働者が、アントニウスハウスの収容室、リッター社の収容所、旅館「リッター」、旅館「オクゼン」、ヴォルファー & ゲーベル社、ビューラー社の宿舎に詰め込まれた。彼らの一部は、疎開してきたダイムラーの製造工場で働いた。1人の女性と4人の子供（2人は1歳になったばかりであった）がヴェルナウで死亡した。戦争による大規模な破壊はなかった。
1945年4月19日にアメリカ軍がプファウハウゼンに接近した。3日後にはフライタークスホーフからシュタインバッハへの砲撃が行われた。これにより4人の国防軍兵士が死亡した。国民突撃隊は、朝の4:30頃にネッカー川の橋を自ら爆破した。その後国民突撃隊は解散し、アメリカ軍がこの町を占領した。

### 戦後の20世紀
第二次世界大戦後、この町はアメリカ管理地区の一部となり、新設されたヴュルテンベルク＝バーデン州に属した。この州は1952年に現在のバーデン＝ヴュルテンベルク州となった。戦後、多くの故郷を逐われた人々や難民が、主にハンガリーからヴェルナウに移り住んだ。この町は1968年4月1日に都市権を得た。

## 住民

### 人口推移
| 年   | 人口（人） |
| ---- | ---------- |
| 1871 | 1,259      |
| 1880 | 1,298      |
| 1890 | 1,388      |
| 1900 | 1,407      |
| 1910 | 1,857      |
| 1925 | 2,241      |
| 1933 | 2,312      |

| 年   | 人口（人） |
| ---- | ---------- |
| 1939 | 2,814      |
| 1950 | 4,325      |
| 1961 | 9,339      |
| 1970 | 12,552     |
| 1975 | 12,699     |
| 1980 | 12,147     |
| 1985 | 11,763     |

| 年   | 人口（人） |
| ---- | ---------- |
| 1990 | 11,829     |
| 1995 | 11,917     |
| 2000 | 12,459     |
| 2005 | 12,388     |
| 2010 | 12,383     |
| 2015 | 12,376     |
| 2020 | 12,275     |

### 宗教統計
2011年の国勢調査によれば、住民の23.4%が福音主義、46.5%がローマ＝カトリックの信者で、30.2%がその他の宗教の信者や無宗教者であった。

## 行政

### 議会
ヴェルナウの市議会は22議席からなる。市議会は、これらの選出された名誉職の議員と議長を務める市長で構成される。市長は市議会において投票権を有している。

### 首長
第二次世界大戦後の町長/市長を列記する。
- 1945年 - 1964年: フリードリヒ・シェンヘル
- 1964年 - 1984年: ハンス・ヴァーグナー
- 1984年 - 2007年: ローガー・ケーレ (CDU)
- 2008年 - : アルミン・エルプル[12]

エルプルは、2015年10月11日の選挙で93.4%の支持票を獲得して再選された。この選挙の投票率は26.4%であった。

### 紋章
図柄: 銀地に黒い斜め帯。帯の中に金色の3つの珠。
紋章は、本市の名称の由来となったヴェルナウ家の紋章に基づいている。3つの珠は、ミュラ司教ニコラウスが夜に3人の貧しい少女の家に窓から3回、3つの金の袋を投げ入れ、それによって彼女らが結婚できたという伝説を象徴している。

### 姉妹都市
- ボニハード（ハンガリー語版、英語版）（ハンガリー、トルナ県）1989年[15]

## 文化と見所

### クラブ、団体
ヴェルナウには多彩なクラブ、団体が存在する。たとえば以下のものがある。
- ボーイスカウト聖ゲオルク・ヴェルナウ
- 魚の捕獲・養殖協会ヴェルナウ
- ヴェルナウ消防団
- ヴェルナウ難民友好サークル
- ツェツィーリア合唱団ヴェルナウ
- オートバイ愛好会ヴェルナウ
- シュタットカペレ・ヴェルナウ音楽団
- ヴェルナウ乗馬・騎馬クラブ
- ヴェルナウ・チェスクラブ
- ヴェルナウ射撃クラブ
- スキーおよびスノーボード・クラブ・ヴェルナウ
- TSV ヴェルナウ（スポーツクラブ）
- ヴェルナウアー・ナレン（カーニバル・クラブ）

### 建築
- マリア＝ヒルフ礼拝堂。1667年建造。ヴェルナウで最も古い建物である[17]。
- パルム男爵の城館（シュタインバッハ城）。18世紀建造。
- 聖マグヌス教会（カトリック）[18]
- 聖エラスムス教会（カトリック）
- ヨハネス教会（福音主義）
- クヴァドリウム

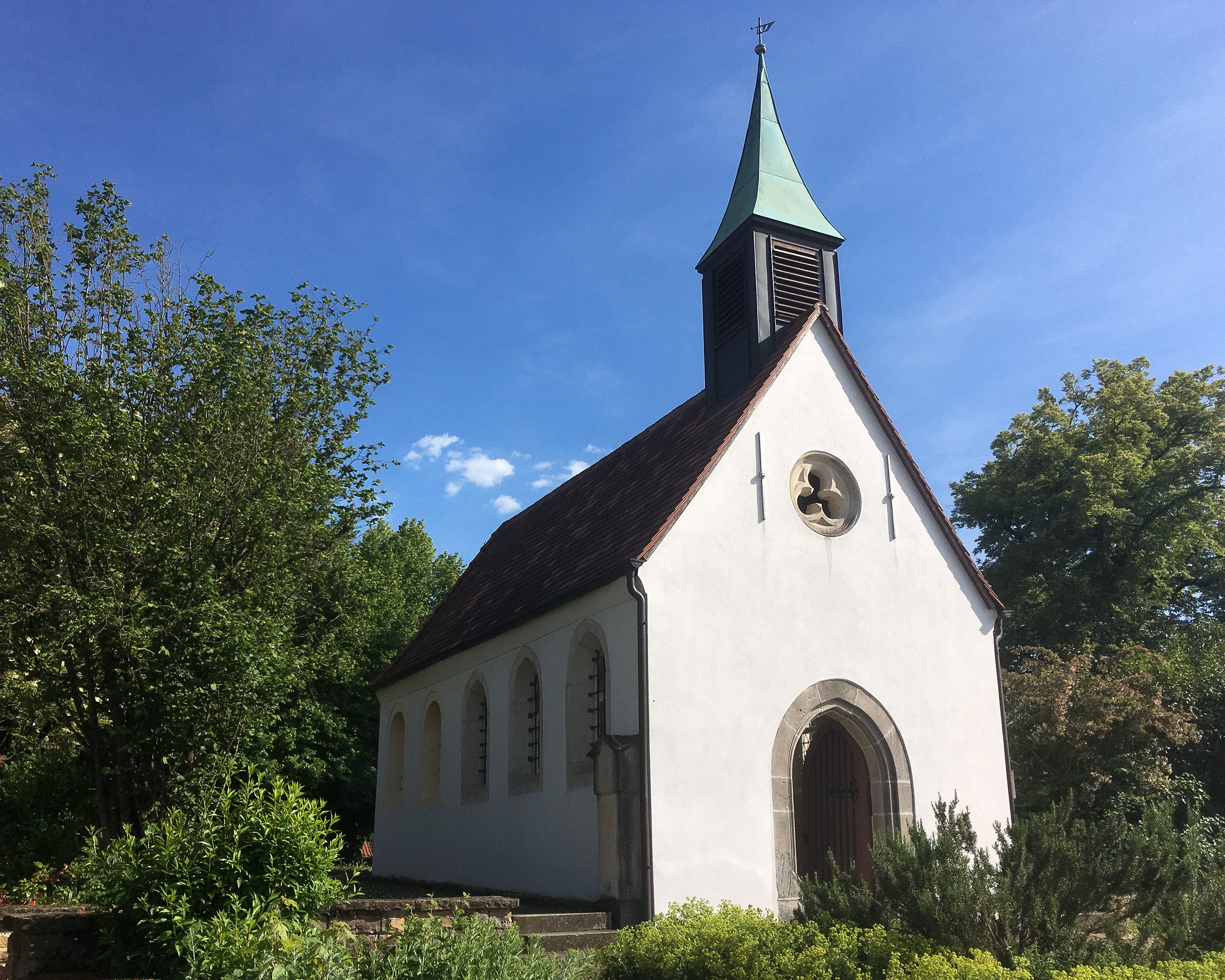
マリア＝ヒルフ礼拝堂
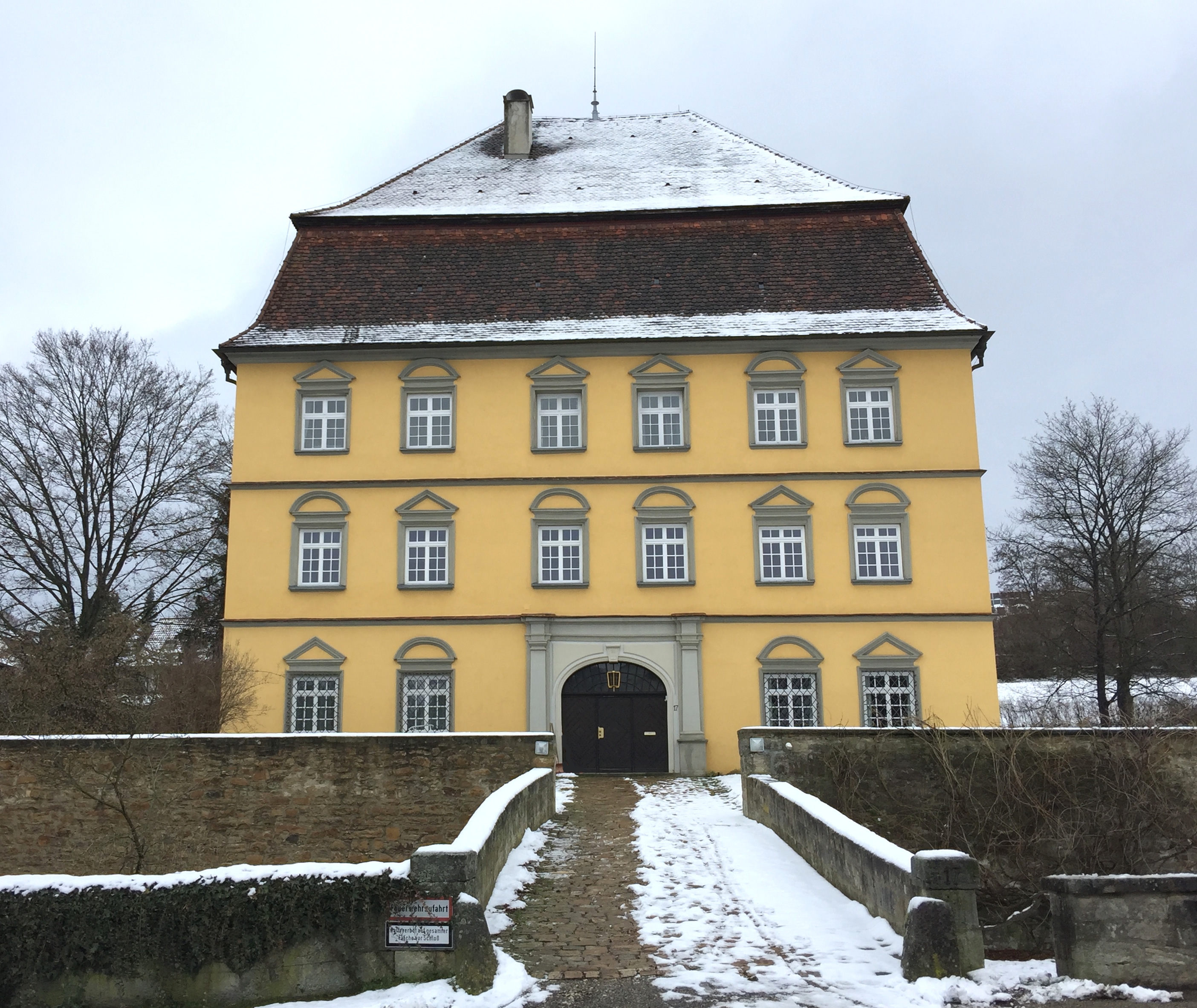
シュタインバッハ城
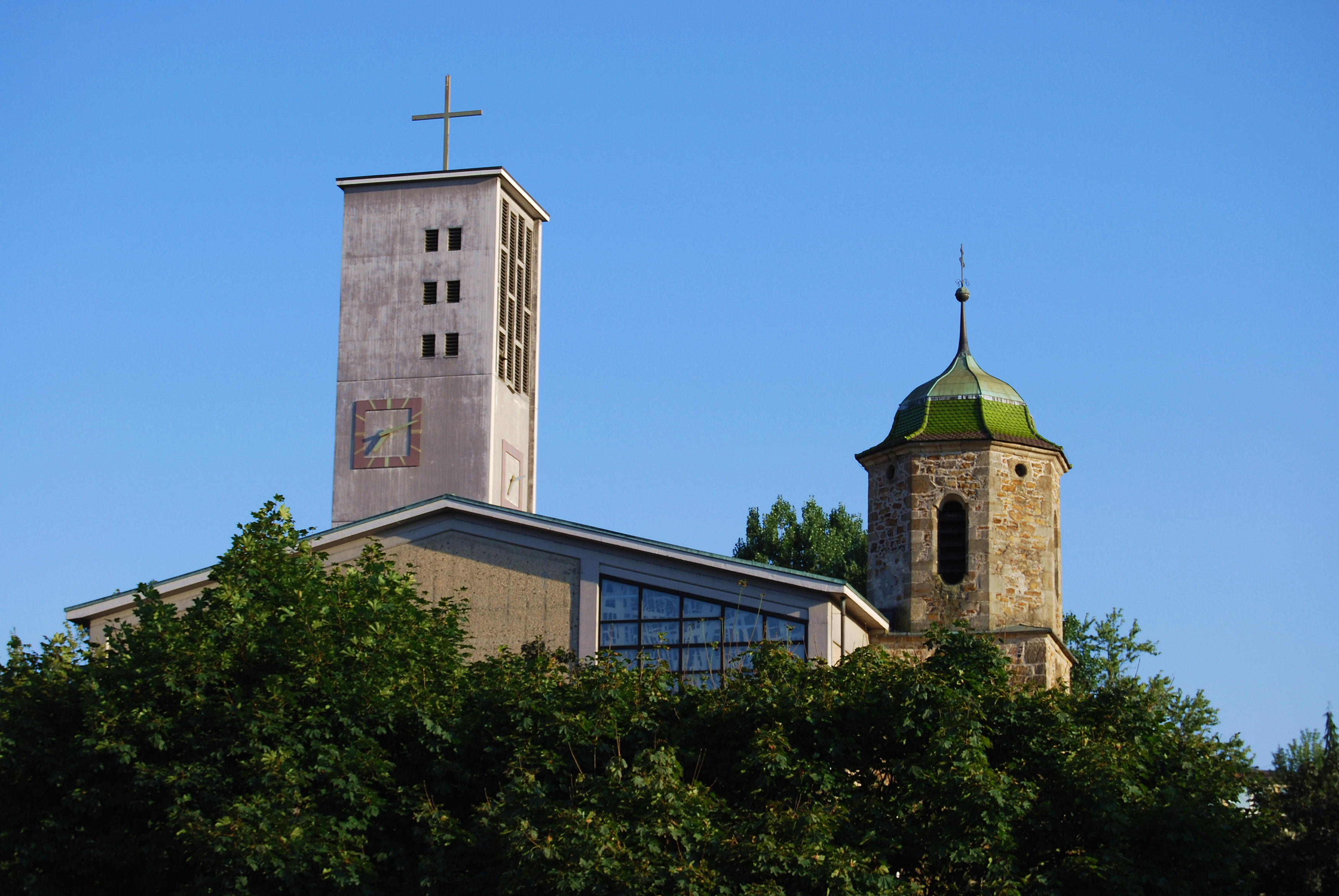
聖エラスムス教会

### 自然文化財と自然保護区
- ヴェルナウアー・バッガーゼーエン自然保護区[19]
- ヴェルナウアー・レームグルーベ自然保護区
- グリエンヴィーゼンおよびヴェルナウアー・バッガーゼーエン鳥類保護区
- ヴェルナウ景観保護区

### 年中行事
- クヴァドリウムでの演劇上演[20]
- ヴェルナウの謝肉祭[21]
- メイポール（ドイツ語版、英語版）立てと5月市[22]
- ヴェルナウのマウルタッシェンフェスト
- ブリュールフェスト・ヴェルナウ（直訳: ヴェルナウの湖沼祭）
- ヴェルナウでの南ドイツのパグとブルドッグのレース[23]
- ヴェルナウのビーゲルキルベ（教会開基祭）
- ヴェルナウのクリスマスマーケット

## 経済と社会資本

### 交通
ヴェルナウは、プロヒンゲン - インメンディンゲン線（この区間はネッカー＝アルプ鉄道とも呼ばれる）の停車駅によって全国的な鉄道網に接続している。2009年12月12日以降、シュトゥットガルトSバーンのS1号線がこの路線を利用している。ヴェルナウは、連邦道313号線（B313号線）に直接接続しており、これを経由して連邦道10号線や、アウトバーン8号線にアクセスできる。
ヴェルナウでは、市バスの145号線と146号線が駅と街の中心部、カッツェンシュタイン住宅地、シュマルヴィーゼンを結んでいる。この他にヴェルナウ駅からヴェルナウ実科学校やノッツィンゲンを経由してキルヒハイムへ向かうバス（168号線）が運行している。さらにヴェルナウ善隣援助会が週に2回買い物に行くための高齢者支援バスを運行している。
シュトゥットガルト空港へは20 km、ネッカー川航行の終点であるプロヒンゲンのネッカー港へは2 kmの距離である。
ヴェルナウをネッカータール自転車道が通っている。
ヴェルナウとフライタークスホーフとの間のアホルンアレーは2017年に「アレー・デス・ヤーレ」（並木道オブ・ザ・イヤー）に選ばれた。

### 教会施設と社会福祉施設
ヴェルナウには福音主義教会が1つとカトリック教会が3つ（聖エラスムス教会、聖マグヌス教会、アッシジの聖フランチェスコ・イタリア教会）ある。
ヴェルナウはロッテンブルク＝シュトゥットガルト司教区のいくつかの青年組織施設の所在地である。たとえば、司教区の青年部、BDKJ-司教連合、青年組織justなどである。
ヴェルナウには、高齢者センター、フードバンク、ホスピス、およびアシスティッド・リビングの施設などがある。

### 企業
ヴェルナウには、ボッシュ・サーモテクニークGmbHと機械製造業者DMG森精機のドイツセンターがある。

### レジャー施設
ヴェルナウには屋内プールやウェルネス施設を備えた会議・集会センター「クヴァドリウム」がある。クヴァドリウムのシュタットハレ（直訳: 市立ホール）では1965年から定期的に演劇の上演が行われている。夏季にオープンするヴェルナウ屋外プールには、50 mの水泳用プール、非水泳用プール、ソーラー温水の幼児・小児用プールの他、数多くのアトラクションがある。
ヴェルナウ市立図書館は1971年に開館した。1996年からバーンホーフ広場前の現在の場所にある。24,000点のメディアを収蔵しており、2012年の貸し出し数は約9万件であった。
エスリンゲン郡青年リングおよびヴェルナウ市の施設であるユーゲントハウス（直訳: 青年館）「キヴィ」はヴェルナウのすべての子供や青年を対象に、オープンな青年活動を提供している。若者の集会施設としてキヴィは若者たちに多彩なレジャーイベントや教育の機会を提供している。これらの機会はオープンで、なんらの制限、条件、会員資格などはなく、無料で参加できる。
ヴェルナウにはさらに、アイススポーツホール、ザイルガーデン、ミニゴルフ場、ノルディックウォーキング・パーク、カートコース、屋内馬場、屋内テニスコートが各1箇所と、多くの体育館、屋外テニスコート、サッカーグラウンドがある。
ヴェルナウは、シュトゥットガルト・スポーツ地区および文化地区の一部である。

### メディア
ヴェルナウでは、ヴェルナウ市の広報紙であるヴェルナウアー・アンツァイガーが週に1度、ヴェルナウアー・ボーテが2週間に1度ヌスバウスム・メディエンから刊行されている。ヴェルナウは日刊紙エスリンガー・ツァイトゥングおよびシュトゥットガルター・ツァイトゥングの刊行エリアである。

### 教育施設
ヴェルナウには基礎課程学校が3校ある。シュール通りのテックシューレ、シュロスホーフとカッツェンシュタインにあるシュロスガルテンシューレである。上級の学校には、カッツェンシュタインのヴェルナウ実科学校がある。これに加えて、キルヒハイム市民大学の分校として機能しているヴェルナウ市民大学もある。ヴェルナウの難民友好サークルが、難民のために言語コースや社会適応コースを開催している。

### 幼稚園・託児所
ヴェルナウには11箇所の小児施設がある。運営者はヴェルナウ市の他に福音主義教会、カトリック教会、民間の運営者がある。施設によって、午前中だけから昼食付きのフルタイムまで異なる保育時間が設定されている。エスリンゲン郡ターゲスエルテルン（直訳: 昼間の親）協会e.V. は、14歳以下の児童・小児の面倒を見ている。1974年からデンケンドルフ・モデルに基づきヴェルナウに言語補助のワーキンググループが組織され、長年にわたって小児施設や基礎課程学校と良好な関係を築いている。ここでは、家族が異なる言語の子供や特別な支援が必要なドイツ語圏の子供に対し言語サポートを行っている。

### 廃棄物処理
廃棄物処理はエスリンゲン郡の廃棄物処理会社が担当している。有機ゴミ、家庭ゴミ、紙類を分別収集している。グリューネ・プンクトが表示された包装材は、いわゆるゲルバー・ザック（直訳: 黄色い袋）で収集される。粗大ゴミは年2回引換券を提示することで無料回収され、あるいは処分場へ持ち込みも可能である。処分場では電化製品や金属製品、再利用可能な素材も引き取ってもらうことができる

## 人物

### ゆかりの人物
- フランツ・ヨーゼフ・クーンレ（ドイツ語版、英語版）（1926年 - 2021年）ローマ＝カトリックの聖職者、神学者。ロッテンブルク＝シュトゥットガルト司教区の補佐司教を務めた。若い頃にヴェルナウの青年司祭を務めた。
- ヨーゼフ・ヤーコプ（1939年 - ）ハンドボール選手、指導者。ヴェルナウでトレーニングを行った。
- オーリヴァー・オットー（1972年 - ）サッカー選手。ヴェルナウで育ち、TSVヴェルナウのジュニアチームでプレイした。

## 関連図書
- Michael Baumann (2010). Wernau am Neckar, 1938–1988. Erfurt: Sutton Verlag. ISBN 978-3-86680-648-1
- Ferdinand Schaller (2009). Pfauhausen und Steinbach: Wernau am Neckar in alten Tagen. Erfurt: Sutton Verlag. ISBN 978-3-86680-344-2
- Der Landkreis Esslingen – hrsg. vom Landesarchiv Baden-Württemberg i. V. mit dem Landkreis Esslingen, Band 2. Ostfildern: Jan Thorbecke Verlag. (2009). ISBN 978-3-7995-0842-1
- Anton Denzinger; Diether Hauber (1976). Wernau: 700 Jahre Pfauhausen und Steinbach 1276–1976. Kirchheim: Gottlieb & Osswald